# Périers
Périers é uma comuna francesa na região administrativa da Normandia, no departamento Mancha. Estende-se por uma área de 14,58 km². Em 2010 a comuna tinha 2 294 habitantes (densidade: 157,3 hab./km²).